# Otus icterorhynchus
Otus icterorhynchus là một loài chim trong họ Strigidae.
Cú mèo cát được tìm thấy ở phía tây xích đạo và trung tâm châu Phi và có sự phân bố khá rải rác. Nó đã được ghi nhận từ Guinea, Liberia, Bờ Biển Ngà, Ghana, Cameroon, Gabon, Congo, Cộng hòa Dân chủ Congo và Cộng hòa Trung Phi. 
Cú mèo cát xuất hiện trong rừng thường xanh vùng thấp, rừng tán và bụi rậm, hoặc trong vùng đất khảm rừng mở. 